# Arthur William Rogers
Arthur William Rogers (5 juin 1872 à Bishops Hull près de Taunton, Somerset - 23 juin 1946 à Mowbray (Le Cap), Province du Cap) est un géologue britannique et sud-africain. Il est directeur du Geological Survey of South Africa.

## Carrière
Rogers étudie à l'Université de Cambridge. À partir de 1895, il est en Afrique du Sud, d'abord en 1896–1902 en tant qu'assistant géologue, de 1902–1911 en tant que géologue et de 1911–1916 en tant que directeur adjoint de la Commission géologique du Cap de Bonne-Espérance. En 1916, à Pretoria, il devient directeur du Geological Survey of South Africa, poste qu'il occupe jusqu'à sa retraite en 1932. Pendant sa direction, le Congrès international des géologues s'est réuni en Afrique du Sud en 1929.
Au départ, sous la direction du professeur EHL Schwarz, Rogers cartographie des régions éloignées de la province du Cap jusqu'aux frontières du Kalahari. Dans le Transvaal, il cartographie les champs aurifères de Heidelberg et Klerksdorp.
En 1931, il reçoit la médaille Wollaston de la Geological Society of London. En 1918, il est élu FRS. En 1935-1936, il est président de la Société royale d'Afrique du Sud.

## Publications
- An introduction to the geology of Cape Colony, Longmans, Green and Co., 1905[2], Online
- The pioneers in South African Geology and their work, Geological Society of South Africa 1937